# Ctenosauriscidae
Ctenosauriscidae — вимерла родина псевдозухієвих архозаврів у складі клади Poposauroidea. Ктенозаврисциди існували в Африці, Азії, Європі та Північній Америці в період раннього тріасу до середнього тріасу (останній оленекський-анізійський етапи). У всіх видів на спині були великі «вітрила». Ктенозаври є одними з найдавніших архозаврів і представляють перше глобальне випромінювання цієї групи.